# Apatozaur
Apatozaur (Apatosaurus) – duży zauropod żyjący około 150 mln lat temu w późnej jurze na terenach Ameryki Północnej. Został odkryty i opisany w 1877 roku przez Othniela C. Marsha. Niegdyś za synonim apatozaura uznawano także brontozaura, jednak opublikowane w 2015 roku badanie wykazało istotne różnice między tymi rodzajami. Było to jedno z największych zwierząt lądowych, jakie kiedykolwiek żyło na ziemi. Osiągał średnio około 20 m długości i mniej więcej 23 ton wagi. Nazwa apatozaur oznacza „oszukańczy jaszczur”. Nazwano go tak ze względu na podobieństwo jego kości pod niektórymi względami do kości morskiego gada mozazaura. Skamieliny apatozaura znaleziono w Wyoming, Kolorado, Oklahomie i Utah (Stany Zjednoczone).

## Budowa
Apatozaur był dużym czworonożnym zwierzęciem o długiej szyi, biczowatym ogonie i niewielkiej głowie. Jego kręgi szyjne były krótsze i ciężej zbudowane niż te występujące u jego kuzyna – diplodoka. Również kości nóg apatozaura były masywniejsze i dłuższe niż u diplodoka, co sugeruje większy ciężar tego pierwszego. Kończyny apatozaura były uzbrojone w jeden duży pazur i trzy mniejsze. Ów zauropod osiągał maksymalnie 26 m długości i 24-32 t wagi – mniej więcej tyle co cztery razem wzięte słonie afrykańskie. „Oszukańczy jaszczur” posiadał długi biczowaty ogon, służący najprawdopodobniej do porozumiewania się lub do obrony przed drapieżnikami, np. allozaurem.

## Paleobiologia
Początkowo uważano, że zauropody, np. apatozaur, były zbyt masywne, by utrzymać swoje cielsko na lądzie, i prowadziły wodny tryb życia. Ostatnie badania świadczą jednak, że wbrew starszym teoriom były do tego zdolne. Apatozaur żerował nisko na ziemi, a jego długi ogon stanowił przeciwwagę dla szyi. Niegdyś apatozaury i innych przedstawicieli Diplodocidae przedstawiano jako żerujących w koronach drzew. Ostatnie badania wykazały jednak, że szyje przedstawicieli tej grupy były mniej giętkie, niż wcześniej przypuszczano, i uniemożliwiały taki sposób żerowania. Apatozaur połamałby sobie szyję, gdyby próbował ją ustawić prostopadle do tułowia. Obecnie uważa się więc, że apatozaury żerowały nisko nad ziemią, żywiąc się niskopiennymi roślinami, takimi jak paprocie. Ponadto serce apatozaura, jak niektórzy twierdzą, nie byłoby w stanie pompować krwi do mózgu, gdyby szyja apatozaura była podniesiona do góry. W 2008 na terenach Quarry Five (formacja Morrison, Kolorado) znaleziono ślady młodych apatozaurów. Sugerują one, że zwierzęta te poruszały kończynami tylnymi w sposób podobny do współczesnej jaszczurki – bazyliszka.

## Oddychanie
Do dzisiaj badacze zastanawiają się, jak olbrzymie zauropody pokroju apatozaura mogły oddychać. Zakładając, że apatozaur podobnie jak krokodyle nie miał przepony, objętość tzw. martwej przestrzeni (powietrza wdychanego, ale nie podlegającego wymianie gazowej w płucach) została oszacowana na 184 litry przy 30-tonowym okazie. Poniżej przedstawiono szacunki objętości wdychanego powietrza obliczonej przy porównaniach z współczesnymi zwierzętami:
- 904 litry obliczone przez porównania z ptakami
- 225 litrów obliczone przy porównaniu z ssakami
- 19 litrów obliczone przez porównanie z gadami

Jednak układ oddechowy apatozaura nie mógł być typowo gadzi, bo ten nie poradziłby sobie z dostarczeniem tlenu ogromnemu ciału. Również ssaczy układ oddechowy dostarczałby zbyt mało powietrza przy oddechu dla tak wielkiego zwierzęcia. Dlatego też apatozaur musiał mieć układ oddechowy typowy dla ptaków, z workami powietrznymi, albo niemający odpowiednika we współczesnym świecie, zupełnie unikatowy układ oddechowy. Ponadto apatozaur w przypadku posiadania ptasiego układu oddechowego zadowalałby się płucami o objętości około 600 litrów, podczas gdy w przypadku posiadania układu ssaczego musiałby mieć płuca o objętości 2950 litrów, co przekraczałoby objętość klatki piersiowej tego zauropoda. Gdyby apatozaur miał ptasi układ oddechowy o objętości mniej więcej 900 l i czterodzielne serce o objętości 500 litrów, jego klatka piersiowa miałaby objętość około 1700 l. Przy typowo gadzim, powolnym metabolizmie i ptasim układzie oddechowym apatozaur potrzebowałby zaledwie około 262 litrów wody każdego dnia. Nie wiadomo, w jaki sposób apatozaury pochłaniały wystarczającą ilość pokarmu, aby zaspokoić potrzeby swego ciała. Prawdopodobnie żerowały bez przerwy, zatrzymując się tylko po to, aby pić, usunąć pasożyty itp. Najprawdopodobniej w czasie spoczynku przybierały postawę stojącą.

## Ogon
W wydanym w listopadzie 1997 numerze pisma „Discover Magazine” ogłoszono wyniki badań nad ogonami apatozaurów przeprowadzone przez Nathana Myhrvolda z firmy Microsoft. Komputerowa symulacja wykazała, że podczas uderzenia ogon wydawał dźwięk przekraczający 200 decybeli, czyli wytwarzał hałas podobny do huku wystrzału z armaty.

## Klasyfikacja i gatunki
Apatozaur należy do rodziny Diplodocidae – grupy gigantycznych zauropodów, obejmującej największe zwierzęta wszech czasów, a być może najdłuższe (o ile amficelias naprawdę istniał). Należały do niej takie zauropody, jak: diplodok, superzaur oraz barozaur. Apatozaura zalicza się do podrodziny Apatosaurinae. Jego najbliższymi krewnymi mogły być rodzaje Suuwassaea, Supersaurus i Eobrontosaurus. W 1877 Othniel Charles Marsh wydał opis A. ajax. W 1879 znalazł bardziej kompletny szkielet zauropoda. Uznał go za należący do nowego gatunku dinozaura, który opisał pod nazwą Brontosaurus excelsus. Elmer Riggs wskazał na zaskakujące podobieństwa między brontozaurem a apatozaurem i uznał, że B. excelsus w rzeczywistości należy do nowego gatunku apatozaura – A. excelsus. Zgodnie z zasadami ICZN mówiącymi, że w przypadku synonimów nazwą obowiązującą ma być ta wcześniejsza, brontozaura do niedawna uważano za niższy rangą synonim apatozaura. Szczegółowe badanie opublikowane w 2015 roku wykazało istotne różnice między apatozaurami a brontozaurami, więc nazwa "brontozaur" wróciła do użycia.
W 1993 w formacji Morrison znaleziono prawie kompletny szkielet apatozaura. Jest on obecnie wystawiony w Narodowym Muzeum Nauki w Tokio. Dostarczył wielu danych anatomicznych pozwalających ustalić taksonomię apatozaura. Obecnie za ważne uznaje się następujące gatunki apatozaura: A. ajax (gatunek typowy), A. louisae, Analizy kladystyczne wykazały, że wystawiony w Tokio okaz apatozaura może należeć do A. ajax.

## Znane gatunki apatozaura
A. ajax (Marsh, 1877)

Miejsce występowania: formacja Morrison, Wyoming i Kolorado (Ameryka Północna). 

Czas występowanie: kimeryd-tyton (późna jura) 

Materiał kopalny: dwa niekompletne szkielety, puszki mózgowe. 

Inne informacje: Gatunek typowy. Jego nazwa gatunkowa pochodzi od Ajaksa – postaci z mitologii greckiej.
A. alenquerensis (Lapparent i Zybszewski, 1957) 

Miejsce występowania: prowincja Estremadura, Portugalia (Europa)

Czas występowania: oksford-kimeryd (późna jura) 

Materiał kopalny: niekompletny szkielet z ponad setką gastrolitów 

Inne informacje: obecnie uznawany za synonim Lourinhasaurus alenquerensis (Dantas i inni, 1998)
A. grandis (Marsh, 1877) 

Miejsce występowania: formacja Morrison, Kolorado, Montana, Wyoming (Ameryka Północna) 

Czas występowania: kimeryd-tyton (późna jura) 

Materiał kopalny: co najmniej sześć niekompletnych szkieletów z dwoma czaszkami, sto poza czaszkowych elementów, kompletna przednia kończyna ze stopą, fragment kości udowej, część stopy 

Inne informacje: obecnie zaliczany do gatunku Camarasaurus grandis.
A. laticollis (Marsh, 1879) 

Miejsce występowania: formacja Morrison, Kolorado (Ameryka Północna) 

Czas występowania: późna jura 

Materiał kopalny: kręgi szyjne 

Inne informacje: synonim A. ajax
A. louisae (Holland, 1915) 

Miejsce występowania: formacja Morrison, Utah (Ameryka Północna) 

Czas występowania: kimeryd-tyton (późna jura)
Materiał kopalny: dwa szkielety, jeden z czaszką, trzy niekompletne szkielety, izolowane elementy kończyny <nr>
Inne informacje: nazwa gatunkowa tego zauropoda honoruje Mrs. Louise Carnegie – żonę Andrew Carnegiego, która finansowała badania terenowe zakończone znalezieniem szkieletu tego dinozaura.
,,A”. ? minimus (Mook, 1917) 

Miejsce występowania: formacja Morrison, Wyoming (Ameryka Północna)

Czas występowania: kimeryd-tyton (późna jura)

Materiał kopalny: kompletna kość krzyżowa i miednica 

Inne informacje: obecnie uznawany za zauropoda o statusie incertae sedis, czyli o pozycji systematycznej trudnej lub niemożliwej do ustalenia, będącego być może nowym gatunkiem cetiozauryda.
A. montanus (Marsh, 1877) 

Miejsce występowania: formacja Morrison, Kolorado (Ameryka Północna) 

Czas występowania: kimeryd-tyton (późna jura)

Materiał kopalny: część miednicy 

Inne informacje: obecnie ten zauropod ma status nomen dubium – gatunek niepewny. Początkowo opisany jako Titanosaurus. Synonim ,,Titanosaurus” montanus.

## Historia
Othniel Charles Marsh, pracujący przy Uniwersytecie Yale, opisał na podstawie niekompletnego, należącego do młodego osobnika gatunek Apatosaurus ajax w 1877. Dwa lata później Marsh ogłosił odkrycie większego i bardziej kompletnego okazu dinozaura przy Como Bluff Wyoming, który z powodu większych rozmiarów błędnie przypisał do nowego rodzaju zauropoda. Nazwał go Brontosaurus excelsus. Nazwa rodzajowa tego pochodzi od greckich słów bront – grzmot i sauros – jaszczur i oznacza tyle co „grzmiący jaszczur”. Natomiast epitet gatunkowy tego zwierzęcia pochodził z łaciny, oznaczał tyle co ,,prześcignąć w liczbie” i odnosił się do liczby kręgów krzyżowych brontozaura – było ich więcej niż u jakiegokolwiek znanego wtedy zauropoda. Szkielet ów był w miarę kompletny, ale brakowało czaszki, stopy i części ogona. Aby można go było wystawić, brontozaura ustawiono ze stopami spokrewnionych z nim zauropodów i wymodelowanym ogonem. Marsh zastanawiał się jednak, jak powinna wyglądać czaszka tego dinozaura. Rekonstrukcja czaszki nie została oparta na wydłużonej i lekkiej czaszce diplodoka, lecz na „największych, najgrubszych, najmocniejszych kości czaszki, szczęki dolnej i koron zębów z trzech różnych kamieniołomów”. Do rekonstrukcji użyto głównie czaszki kamarazaura. Tak więc powstała mieszanka dinozaurów – diplodok o czaszce przypominającej czaszkę kamarazaura. Tak naprawdę czaszka brontozaura była znany już wtedy, ale nie rozważano jej jako mogącą należeć do tego dinozaura. Zresztą w owych czasach często uzupełniono braki w szkieletach zauropodów szczątkami kamarazaura. Obecnie wiemy, że czaszka brontozaura (czyli apatozaura) przypominała bardziej czaszkę diplodoka niż kamarazaura. Ów szkielet, wystawiony w 1905, był pierwszym szkieletem zauropoda wystawionym w Peabody Museum of Natural History na Uniwersytecie Yale. Mimo olbrzymiej sensacji i wmurowania nazwy „brontozaur” w świadomość publiczną, Elmer Riggs w 1903 w odcinku Geologicznej Serii Field Columbian Muzeum stwierdził, że brontozaur nie posiada wystarczająco cech, by rozróżnić go od apatozaura, i że oba te rodzaje są synonimami. Z powodu priorytetu pierwszej nazwy nazwą obowiązującą się stał się apatozaur. Robert T. Bakker stwierdził, że różnice między brontozaurem a apatozaurem są wystarczające do rozróżnienia osobnych rodzajów, jednak pomysł ten spotkał się z krytyką społeczności naukowej. Szczegółowe badanie opublikowane w 2015 wykazało istotne różnice między apatozaurami a brontozaurami, więc nazwa „brontozaur” wróciła do użycia.

## Apatozaur w kulturze masowej
Apatozaur jest dinozaurem często przedstawianym w kulturze masowej. Został on rozsławiony przez wiele książek popularnonaukowych i zabawki go przedstawiające. Dinozaur ten znany jest już najmłodszym miłośnikom dinozaurów. Apatozaur występuje w odcinku specjalnym serii Wędrówki z dinozaurami, zatytułowanym Ballada o Wielkim Alu. Przedstawiony jest on także w serialu When Dinosaurs Roamed America.

## Filatelistyka
Poczta Polska wyemitowała 5 marca 1965 znaczek pocztowy przedstawiający apatozaura o nominale 40 groszy, w serii Zwierzęta prehistoryczne. Autorem projektu znaczka był Andrzej Heidrich. Znaczek pozostawał w obiegu do 31 grudnia 1994.

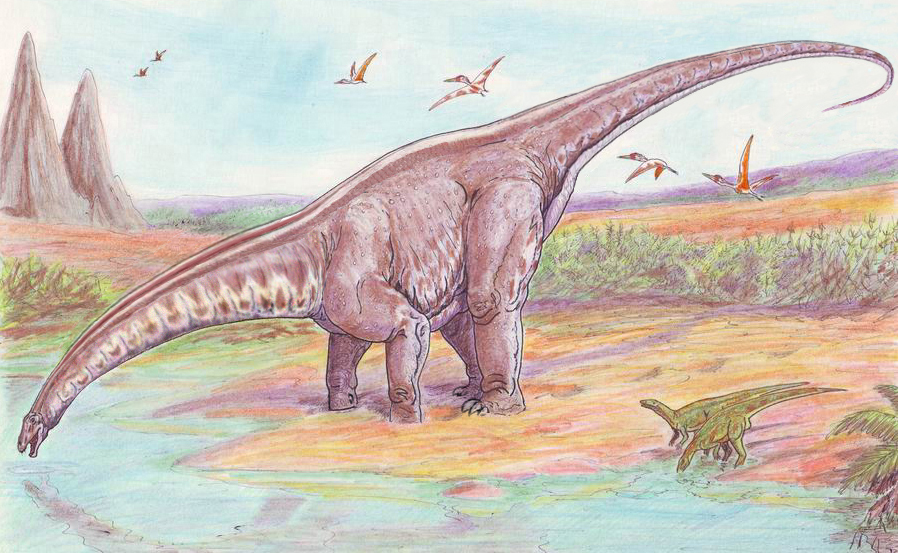
Apatozaur przy wodopoju

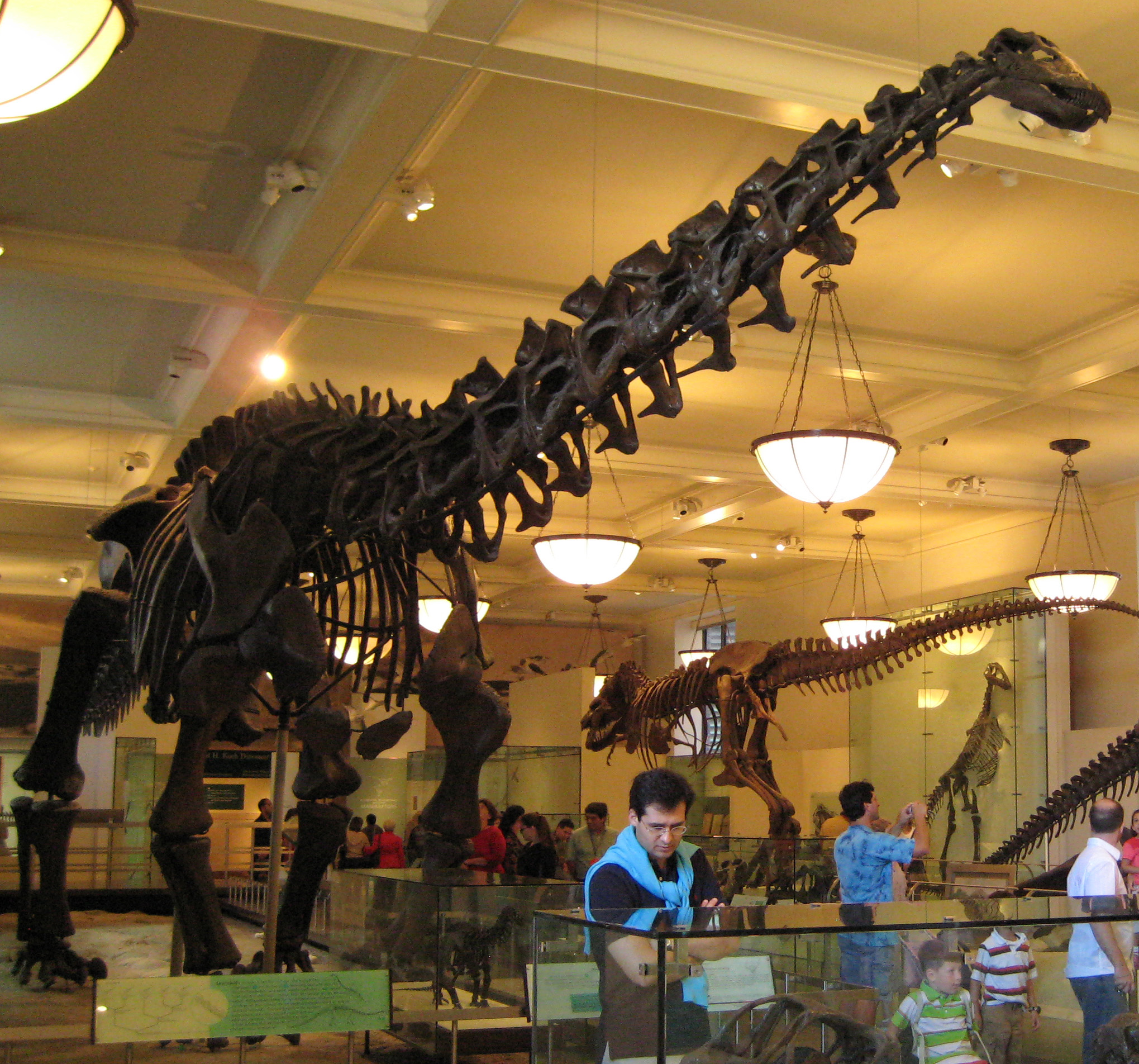
Szkielet apatozaura (Amerykańskie Muzeum Historii Naturalnej, Nowy Jork)